# Малезек, Ги де
Ги де Малезек (фр. Guy de Malsec; ок. 1340, Тюль, королевство Франция — 8 марта 1411, Париж, королевство Франция) — французский куриальный кардинал, доктор обоих прав. Епископ Лодева с 12 мая 1370 по 9 апреля 1371. Епископ Пуатье с 9 апреля 1371 по 20 декабря 1375. Декан Священной Коллегии Кардиналов с августа 1405 по 8 марта 1411. Кардинал-священник с титулом церкви Санта-Кроче-ин-Джерусалемме с 20 декабря 1375 по 21 ноября 1383. Кардинал-епископ Палестрины с 21 ноября 1383 по 8 марта 1411.

## Ранние годы
Родился Ги де Малезек около 1340 года, в Тюле, королевство Франция. Ги был крещен в церкви Сен-Приват в Тюле, по своей воле он оставил завещание этой церкви. Ги де Малезек происходил из знатной семьи из Лимузена. Племянник Папы Климента VI и племянник Папы Григория XI, со стороны матери. Его фамилия также упоминается как Малессе, Малессико, Малоссико, Малазьетт, Мейсек и Мальсек. Его называли кардиналом Пуатье или Палестринским.
Ги де Малезек получил докторантуру in utroque iure, как в каноническом, так и в гражданском праве, в Тулузском университете.
Ги де Малезек был профессором права в Тулузском университете. Гийом Ноэль, будущий кардинал, был среди его студентов. Папский капеллан и аколит. Архидиакон Корбарии, архиепархия Нарбонны.

## Епископ
12 мая 1370 года Ги де Малезек был избран епископом Лодева. Когда, где и кем был рукоположен, информация отсутствует. Переведен в епархию Пуатье, 9 апреля 1371 года, занимал епархию до своего возведения в кардиналы.

## Кардинал
Возведён в кардинала-священника с титулом церкви Санта-Кроче-ин-Джерусалемме на консистории от 20 декабря 1375 года. 
Участвовал в Конклаве 1378 года, который избрал Папу Урбана VI. антиконклаве 1378 года, который избрал антипапу Климента VII, он присоединился к послушанию антипапы. Легат антипапы в Англии и Фландрии. На пути к своему легатству он остановился в Париже в апреле-мае 1379 года, там вместе с другим легатом, кардиналом Жаном де Кро и кардиналом Гийомом д’Эгрефоем, он предстал перед королём Карлом VII и убедил монарха присоединиться к послушанию антипапы Климента VII. Кардинал де Мальзек не смог прибыть в Англию из-за отсутствия гарантий безопасности, потому что король Англии был верен Папе Урбану VI, а во Фландрии, в июне 1379 года, он не мог идти дальше Камбре. Он оставался там до февраля 1382 года. 17 августа 1383 года назначен администратором Безье, занимал пост в течение нескольких дней. 
1 октября 1383 года кардинал де Мальзек председательствовал на соборе в Камбре и произнес проповедь о прекращении раскола. Вскоре после 21 ноября 1383 года кардинал де Мальзек был избран для сана кардиналов-епископов и субурбикарной епархии Палестрины. В 1387 году он участвовал в процессе, который осудил арагонского доминиканцуа Хуана де Монсона, профессора Парижского женского монастыря, за публичное заявление о том, что Пресвятая Дева не была освобождена от первородного греха. 
Участвовал в антиконклаве 1394 года, который избрал антипапу Бенедикта XIII. Кардинал де Мальзек присоединился к партии диссидентов псевдокардиналов, он был делегирован ими вместе с псевдокардинами Пьером де Тюри и Амедео ди Салуццо, чтобы договориться с псевдокардиналами, верными антипапе в октябре 1398 года. Он вернулся в Авиньон в июне 1402 года и провел переговоры вместе с псевдокардиналом Амедео ди Салуццо о восстановлении послушания антипапе Бенедикта XIII, которое он наконец получил в мае 1403 года.  
Декан Священной Коллегии Кардиналов с августа 1405 года. Антипапа Бенедикт XIII, 6 ноября 1405 года, поручил ему реформу епархии Палестрины. Кардинал де Мельзек подготовил своё завещание 12 сентября 1407 года. Он сопровождал антипапу Бенедикта XIII во время его второй поездки в Италию в ноябре 1407 года, и был направлен в качестве одного из делегатов антипапы, чтобы встретиться с кардиналами-диссидентами Папы Григория XII в Ливорно в мае 1408 года, там он порвал с послушанием Авиньону и вместе с этими кардиналами-диссидентами отправился в Пизу и участвовал в соборе. Кардинал де Мельзек председательствовал на собрании до прихода кардинала Крамо, он не голосовал за отказ от повиновения Папе и антипапе собором 10 мая 1409 года, но попросил отложить решение. 
Участвовал в антиконклаве 1409 года, который избрал антипапу Александра V; и присоединился к послушанию этого антипапы. 8 июня 1409 года назначен администратором епархии Агдена в течение трёх лет, занимал эту должность до 8 июня 1411 года, когда антипапа Иоанн XXIII отозвал его назначение. Не участвовал в антиконклаве 1410 года, который избрал антипапу Иоанна XXIII. Назначен легатом во Франции антипапы Иоанном XXIII. 
Скончался кардинал Ги де Малезек, 8 марта 1411 года, в Париже, в преклонном возрасте. Похоронен в доминиканской церкви на улице Сен-Жак, в Париже.